# Oyak Renault Spor Kulübü
L'Oyak Renault Spor Kulübü è una società cestistica avente sede a Bursa, in Turchia. È stata fondata nel 1974.